# Zebulon, North Carolina
Zebulon är en kommun (town) i Johnston County, och Wake County, i North Carolina. Orten har fått sitt namn efter politikern Zebulon B. Vance. Vid 2010 års folkräkning hade Zebulon 4 433 invånare.